# Броштень (комуна, Мехедінць)
Броштень, Броштені (рум. Broșteni) — комуна у повіті Мехедінць в Румунії. До складу комуни входять такі села (дані про населення за 2002 рік):
- Броштень (771 особа)
- Кепецинешть (181 особа)
- Лункшоара (334 особи)
- Лупша-де-Жос (616 осіб)
- Лупша-де-Сус (539 осіб)
- Меріш (596 осіб)

Комуна розташована на відстані 248 км на захід від Бухареста, 29 км на північний схід від Дробета-Турну-Северина, 81 км на північний захід від Крайови.

## Населення
За даними перепису населення 2002 року у комуні проживали 3037 осіб.
Національний склад населення комуни:
| Національність | Кількість осіб | Відсоток |
| -------------- | -------------- | -------- |
| румуни         | 2968           | 97,7%    |
| цигани         | 68             | 2,2%     |
| угорці         | 1              | < 0,1%   |

Рідною мовою назвали:
| Мова      | Кількість осіб | Відсоток |
| --------- | -------------- | -------- |
| румунська | 2986           | 98,3%    |
| циганська | 50             | 1,6%     |
| угорська  | 1              | < 0,1%   |

Склад населення комуни за віросповіданням:
| Релігія        | Кількість осіб | Відсоток |
| -------------- | -------------- | -------- |
| православні    | 3019           | 99,4%    |
| п'ятдесятники  | 8              | 0,3%     |
| греко-католики | 4              | 0,1%     |
| адвентисти     | 3              | 0,1%     |
| баптисти       | 2              | 0,1%     |

## Зовнішні посилання
- Дані про комуну Броштень на сайті Ghidul Primăriilor [Архівовано 29 серпня 2012 у Wayback Machine.]